# Désaignes

Désaignes este o comună în departamentul Ardèche din sud-estul Franței. În 1 ianuarie 2022 avea o populație de 1.145 de locuitori.